# Landkreis Schröttersburg

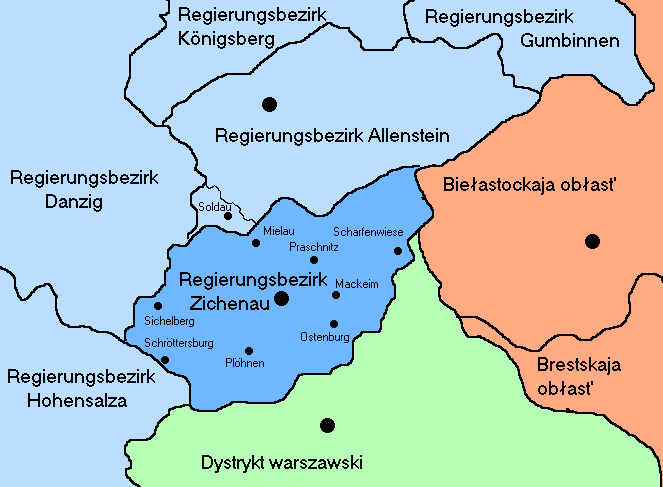
Regierungsbezirk Zichenau

Der Landkreis Schröttersburg (polnisch: Płock, dann deutsch zunächst: Plock) bestand zwischen 1939 und 1945 im besetzten Polen. Er umfasste am 1. Januar 1945 dreizehn Amtsbezirke mit Städten und Gemeinden.

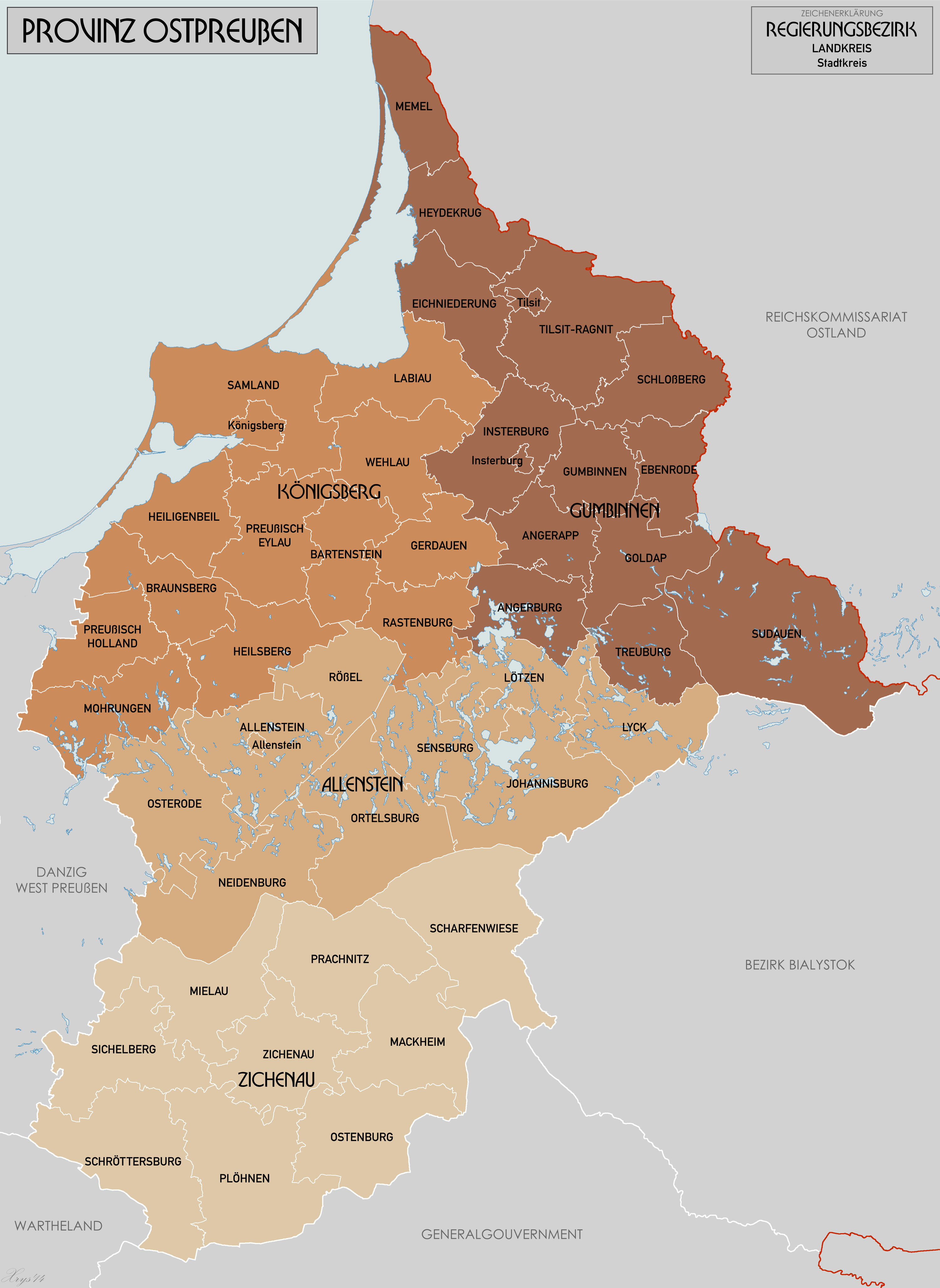
Kreis Schröttersburg in Provinz Ostpreußen

## Verwaltungsgeschichte

### Polen
Der polnische Landkreis Płock, mit der alten masowischen Bischofsstadt Płock als Kreisstadt, gehörte bei Beginn des Zweiten Weltkrieges zu Polen und zwar zur Woiwodschaft Warszawa (= Warschau).

### Deutsches Reich
Nach dem Überfall auf Polen wurde zum 26. Oktober 1939 der Landkreis Płock als Teil des neuen Regierungsbezirks Zichenau der Provinz Ostpreußen und damit völkerrechtswidrig dem Deutschen Reich angegliedert.
Zum 20. November 1939 wurde noch ein Teil des Landkreises Sochaczew aus dem Generalgouvernement für die besetzten polnischen Gebiete eingegliedert, und zwar ein Streifen am Südufer der Weichsel.
Zum 29. Dezember 1939 wurde der Landkreis Płock zunächst in Plock umbenannt und am 21. Mai 1941 in Schröttersburg eingedeutscht, nach dem ehemaligen preußischen Oberpräsidenten Friedrich Leopold von Schrötter. 
Das Landratsamt war in Plock/Schröttersburg.
Im Januar 1945 wurde das Kreisgebiet durch die Rote Armee besetzt und wurde danach wieder ein Teil Polens.

## Landräte

### Landkommissar in Płock
1939–9999: Wolfgang Born (* 1903)

### Landräte von 1939 bis 1945
1939–1940: Wolfgang Born (vertretungsweise)
1940–1945: Kurt Fehr

## Kommunalverfassung
Nach der Eingliederung in das Deutsche Reich wurden alle Städte und Gemeinden in Amtsbezirken zusammengefasst und wurden durch Amtskommissare verwaltet.

## Ortsnamen
Durch unveröffentlichten Erlass vom 29. Dezember 1939 galten vorläufig die bisher polnischen Ortsnamen weiter. Dabei hatte es bis Kriegsende sein Bewenden, mit Ausnahme der offiziellen Umbenennung von Plock in „Schröttersburg“. Die Umbenennung aller Ortschaften war bereits vorbereitet, ist aber nicht mehr durchgeführt worden.
Allerdings war auf Kreisebene eine vollständige „wilde“ (vorläufige) Umbenennung aller Orte bereits 1939/1940 erfolgt, z. B.:
- Biała: Büchingen
- Brudzeń: Gründen
- Drobin: Reichenfeld
- Łubki: Birkenhain
- Miszewo Murowane: Mauernhausen
- Rogozino: Hornau
- Staroźreby: Markthausen
- Wyszogród: Hohenburg
- Zągoty: Hammerstein